# کاروانسرای دیمه‌لو
کاروانسرای دیمه لو مربوط به دوره صفوی است و در شهرستان گرگان، بخش مرکزی، روستای شاهکوه واقع شده و این اثر در تاریخ ۱۰ خرداد ۱۳۸۲ با شمارهٔ ثبت ۸۷۹۸ به‌عنوان یکی از آثار ملی ایران به ثبت رسیده است.